# هرقل (فلم 1997)
هرقل (بالإنجليزية: Hercules) هو فلم رسوم متحركة من إنتاج وتوزيع شركة والت ديزني للرسوم المتحركة صدر عام 1997 وهو الفلم الكرتوني الطويل الخامس والثلاثون الذي تنتجه ديزني. الفلم يستند إلى مغامرات هرقل, ابن زيوس, في الميثولوجيا الإغريقية ويحكي عن صراع ضد آلهة الشر. الفلم لم يحقق النجاحات المتوقعة لذلك قررت الشركة إنتاج فلم أخرى لتغطية الخسائر حمل اسم هرقل: من القاع إلى القمة.

## أسماء مؤدو اصوات الشخصيات
| اسم الشخصية  | اسم الشخصية بالإنجليزية  | مؤدي الصوت بالدبلجة العربيّة الرسمية | مؤدي الصوت الأصليّ (بالإنجليزيّة) |
| ------------ | ------------------------ | ----------------------------------- | ------------------------------- |
| هرقل         | Hercules                 | ياسر شعبان                          | Tate Donovan غناء Roger Bart    |
| هرقل المراهق | Hercules بدور a teenager | إيهاب فهمي غناء هشام نور            | Josh Keaton                     |
| فيلوكتيتس    | Philoctetes              | أحمد راتب                           | Danny DeVito                    |
| حادس         | Hades                    | محيي إسماعيل                        | James Woods                     |
| ميجارا       | Megara                   | مي عبد النبي                        | Susan Egan                      |
| زيوس         | Zeus                     | علي حسنين                           | Rip Torn                        |
| سيكلوبس      | Cyclops                  | زايد فؤاد                           | Patrick Pinney                  |
| كلوثو        | Clotho                   | سلوى محمد علي                       | Amanda Plummer                  |
| ديمتريوس     | Demetrius                | زايد فؤاد                           | Wayne Knight                    |
| هرميز        | hermes                   | عهدي صادق                           | Paul Shaffer                    |

## وصلات خارجية
- هرقل على موقع IMDb (الإنجليزية)
- هرقل على موقع ميتاكريتيك (الإنجليزية)
- هرقل على موقع روتن توميتوز (الإنجليزية)
- هرقل على موقع نتفليكس (الإنجليزية)
- هرقل على موقع قاعدة بيانات الأفلام العربية
- هرقل على موقع ألو سيني (الفرنسية)
- هرقل على موقع Turner Classic Movies (الإنجليزية)
- هرقل على موقع أول موفي (الإنجليزية)
- هرقل على موقع بوكس أوفيس موجو (الإنجليزية)
- هرقل على موقع فيلمافينيتي (الإسبانية)